# 1 Szwadron Tatarski
Szwadron ułanów tatarskich – 1. szwadron 13 pułku Ułanów Wileńskich złożony z ułanów pochodzenia tatarskiego, ostatni pododdział jazdy tatarskiej w historii Rzeczypospolitej. 

## Historia
9 czerwca 1936 minister spraw wojskowych rozkazem Dep. Dow. Og. 1011–20 Og. nadał pierwszemu szwadronowi 13 pułku Ułanów Wileńskich nazwę „Szwadron ułanów tatarskich” oraz zezwolił oficerom, podoficerom i ułanom wchodzącym w jego skład na noszenie, na proporczykach u kołnierzy kurtek i płaszczy emblematu w kształcie półksiężyca z gwiazdą. Dla oficerów i chorążych emblematy były haftowane złotymi nićmi, oksydowanymi na stare złoto, natomiast dla pozostałych podoficerów i ułanów były wykonane z żółtego metalu, matowe.
Początki szwadronu tatarskiego sięgają 1920, gdy po rozwiązaniu Pułku Jazdy Tatarskiej im. Mustafy Achmatowicza wielu ułanów trafiło do 13 puł.
Szwadron wraz z pułkiem stacjonował w Nowej Wilejce koło Wilna. Po nadaniu nazwy w 1936 zaczęto kierować do niego wszystkich poborowych Tatarów polskich. Podczas uroczystego składania serca marszałka Józefa Piłsudskiego na cmentarzu wileńskim na Rossie, 1 szwadron pełnił honorową asystę. W trakcie święta pułkowego 25 lipca 1937 wręczono szwadronowi buńczuk wykonany według wzorów starotatarskich, który ufundowany został przez całą społeczność tatarską Polski.
W kampanii wrześniowej 1939 szwadron walczył w składzie macierzystego pułku. Od 2 do 5 września brał udział w zaciętych walkach pod Piotrkowem Trybunalskim. 9 i 10 września poniósł dotkliwe straty w czasie przeprawy przez Wisłę, na przyczółku pod Maciejowicami. Następnie walczył na Lubelszczyźnie. Rozbity został na przeprawie pod Tomaszowem Lubelskim koło wsi Suchowola. 1 szwadronowi przypisuje się wykonanie jednej z szarż kawaleryjskich przeprowadzonych we wrześniu 1939. Doszło do niej pod dowództwem rotmistrza Aleksandra Jeljaszewicza w okolicach Maciejowic 9 lub 10 września. Maciejowicka szarża stanowi symboliczne zamknięcie historii walk oddziałów tatarskich w Wojsku Polskim. Po bitwie grupa ułanów na czele z rtm. Jeljaszewiczem próbowała przebić się bezskutecznie do granicy węgierskiej, a reszta żołnierzy pułku dołączyła do Samodzielnej Grupy Operacyjnej „Polesie” gen. Franciszka Kleeberga.

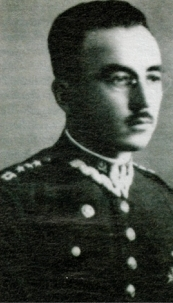
Aleksander Jeljaszewicz

## Dowódcy szwadronu
- rtm. Michał Bohdanowicz
- rtm. Bazyli Marcisz
- rtm. Jan Tarnowski (od 5 VIII 1938)
- rtm. Aleksander Jeljaszewicz, „Sasza” (od 25 X 1938)

## Żurawiejki
| Z przodu księżyc, z tyłu gwiazda, To tatarska nasza jazda. Na łbie księżyc, wyżej gwiazda, Sławna to tatarska jazda. Z przodu księżyc, z tyłu gwiazda, To słynna tatarska jazda. | Na łbie księżyc, niżej gwiazda, To tatarska nasza jazda. Księżyc w czole, w dupie gwiazda, To tatarska nasza jazda. W dupie księżyc, w sercu gwiazda, To tatarska nasza jazda. | Z przodu księżyc, w dupie gwiazda, Oto jest tatarska jazda. Na dupie plaster, na łbie gwiazda, To tatarska sławna jazda. Pół Tatarów, pół Polanów, To trzynasty pułk ułanów. |